# Slag om Kobani
De Slag om Kobani is een veldslag die in en nabij de Syrische stad Kobani (Koerdisch) / Ayn al-Arab (Arabisch) in de autonome Rojava regio, gelegen aan de grens met Turkije, plaatsvond. Koerdische strijders probeerden de stad uit handen van Islamitische Staat (IS) te houden, gesteund door luchtaanvallen van de internationale coalitie die IS bestrijdt. Met behulp van die luchtaanvallen hebben de Koerden IS, die aanvankelijk 40 procent van de stad in handen had, weten terug te drijven.

## Aanloop naar de Slag om Kobani
Islamitische Staat begon op 13 september 2014 met een offensief in de regio Kobani. Tot dan was de enclave groter - ongeveer 40 bij 25 km (1.000 km²). Maar met Amerikaanse zware wapens die IS in Irak had buitgemaakt op het Iraakse leger kon de organisatie een bres slaan in de verdediging van Kobani. De Koerden verloren in twee weken tijd zo’n 100 dorpen in de enclave. Van de 1.000 km² restte nog slechts 8 km². De bevolking van het district en die van de stad Kobani, van meer dan 200.000 mensen, is hierdoor voor het overgrote deel gevlucht over de grens naar Turkije. Meer dan 800 mensen zijn omgekomen. Op 29 november 2014 werd bekend dat IS voor het eerst Kobani ook vanuit Turkije aanviel en 4 zelfmoordaanslagen heeft gepleegd. De stad zou vanaf 4 kanten aangevallen zijn, voorheen 3 kanten.

## Strijd met IS
De stad was vanaf september 2014 het toneel van gevechten tussen Koerdische strijdkrachten (circa 1.500 strijders) en Islamitische Staat (circa 5.000 strijders). Dit leidde tot een grote stroom vluchtelingen aan de grens met Turkije. Dat land zette het leger in om de grens te bewaken. De Koerdische verdedigers van de stad behoren tot de YPG (Volksbeschermingseenheden). De YPG in Syrië is nauw verbonden met de PKK, de linkse Koerdische Arbeiderspartij in Turkije. Een coalitie met onder meer de Verenigde Staten bombardeerde sinds begin oktober 2014 de stad en het omliggende gebied om de Koerdische strijders te ondersteunen. Begin oktober had IS een aanzienlijk deel van de stad in handen, ondanks de voortdurende beschietingen van coalitietroepen. Later in diezelfde maand wisten de Koerdische strijdkrachten, na het verkrijgen van nieuwe wapens en andere versterkingen via lucht door de VS, de strijdkrachten van IS terug te drijven uit het grootste gedeelte van de stad en van de nabijgelegen strategische heuvel die uitziet over de stad.

### Hulp van westerse speciale troepen
In de Slag om Kobani hebben de Koerdische strijders hulp gekregen van de Amerikaanse Delta Force troepen en de eenheden van de Britse SAS. Zij hielpen met name bij het "aanstralen" van de door de Amerikaanse luchtmacht te bombarderen doelen (tanks, pantservoertuigen e.d.). Naar mededelingen van het Britse leger hebben zij waarschijnlijk hiermee honderden Koerdische levens gespaard. Tevens heeft de SAS in Iraaks Koerdistan circa 200 soldaten getraind, die met speciale toestemming van Turkije over Turks grondgebied naar Kobani mochten reizen ter versterking van de Koerdische strijders van Kobani in Syrië.

### Hulp van Peshmergastrijders en FSA-strijders
Op woensdag 29 oktober 2014 bereikte een kleine groep van omstreeks 50 strijders van het "Vrije Syrische Leger" (FSA) Kobani om de lokale Koerdische strijders te helpen in hun strijd tegen de Islamitische Staat. Later diezelfde week hebben zich nog ongeveer 150 FSA-strijders bij hen gevoegd. Turkije heeft hier, met forse tegenzin, mee ingestemd onder grote druk van de Verenigde Staten. De Peshmergastrijders uit Iraaks-Koerdistan, circa 150 man, waren bewapend met zware wapens. Op de avond van 31 oktober 2014 zijn zij onder dekking van luchtbombardementen door de VS uiteindelijk in Kobani aangekomen.

### Islamitische Staat wordt teruggedreven
Na verbeten huis-tot-huisgevechten wisten de Koerdische troepen uiteindelijk met steun van de Peshmerga, de Koerdische Arbeiderspartij (PKK), het Vrije Syrische Leger en luchtaanvallen van de internationale coalitie, de stad stukje bij beetje te heroveren. Op 26 januari 2015 meldden de Koerden dat Kobani volledig in Koerdische handen was, en de dag daarop bleek dat de Koerden het verkregen initiatief aangrepen om door te stoten naar het omringende platteland, waar ze enkele dorpen heroverden. Aan de Turkse zijde zagen de Turken zich genoodzaakt een duizendtal Koerden ervan te weerhouden de grens over te steken om in Kobani feest te vieren. Op 31 januari 2015 erkende ook IS zich uit Kobani te hebben teruggetrokken. Hiermee was de slag om Kobani ten einde gekomen, hoewel IS zwoer terug te keren en de stad te heroveren.

## Strategisch belang van Kobani
Voor alle partijen in het conflict is Kobani van strategisch belang:

### Koerdisch standpunt
Voor de YPG was Kobani van cruciaal belang omdat het een van de drie Koerdische enclaves was die ze in handen hadden. Afgezien van Kobani waren dat Afrin, in het westen, en Al-Hasakah, in het oosten tegen de grens met Irak. Al die Koerdische enclaves grenzden aan Turkije. De YPG probeerde al voor de slag om Kobani om die drie enclaves met elkaar te verbinden, waardoor een groot deel van Noord-Syrië Koerdisch zou worden. De Koerden noemen dit deel Rojava (‘daar waar de zon ondergaat’) ofwel West-Koerdistan. Het Koerdische deel van Turkije noemen ze Noord-Koerdistan of Turks-Koerdistan.

### IS-standpunt
Het belang van Kobani voor IS was erin gelegen dat het een van de weinige gebieden in Noordoost-Syrië was die nog niet in handen waren van de terreurbeweging. IS had de stad graag eerst veroverd om zijn volgende plan uit te kunnen voeren: Aleppo innemen, evenals het noordwesten van Syrië, waar nog andere rebellen zaten.

### Amerikaans standpunt
Voor de Amerikanen was Kobani ook van groot belang. Vanuit Kobani loopt de enige weg om de toenmalige IS-hoofdstad Raqqa over land te bereiken. De val van Kobani zou dus een veiligstelling van het IS-kalifaat betekenen. Ook zagen de Amerikanen de Koerden als een betrouwbare bondgenoot in de strijd tegen IS; betrouwbaarder dan Arabische rebellengroepen waarvan sommige gelieerd zijn aan de terreurgroep Al Qaida.

### Turks standpunt
Na het ontstaan van de Koerdische Autonome Regio in Irak waren de Turken beducht dat met het ontstaan van Rojava Turkije aan de gehele zuidgrens door Koerdisch autonoom gebied zou worden begrensd, wat eventueel een stimulerende invloed zou kunnen hebben op het verzet van de PKK waar de YPG mee verbonden is. De meerderheid van de gedode YPG-ers in de veldslag waren afkomstig uit Turkije, hetgeen de NAVO bondgenoot een geloofwaardig argument gaf in haar standpunt.
De PYD/YPG werd in 2003 onder controle van de PKK opgericht. Zij delen hetzelfde leidinggevend personeel, organisatiestructuur, strategieën en tactieken, militair structuur, propaganda-instrumenten, financiële middelen en trainingskampen.
Bovendien verwijt Turkije de YPG te heulen met Assad. Woordvoerder Kino Gabriel van SDF, dat grotendeels bestaat uit de YPG, gaf toe dat de versterking naar Afrin via de regime eenheden van Assad plaatsvond. Om deze reden werd het slechts Peshmerga en geen Turkse of Syrische Koerden toegestaan zich via Turkije bij de verdedigers van Kobani te voegen; met de Iraakse Koerden is de verhouding beter dan met de YPG. Turkije gaf wel onderdak aan 200.000 Koerdische vluchtelingen uit Ayn al-Arab in Suruç, gelegen in Şanlıurfa.

Schematisch verloop van het beleg, maart–oktober 2014■ 1 maart■ 18 september■ 21 september■ 24 september
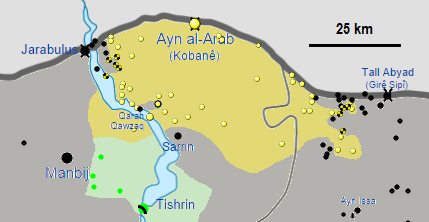
13 september 2014■ door Koerden gecontroleerd gebied■ door IS-milities gecontroleerd gebied■ door Syrische rebellen gecontroleerd gebied
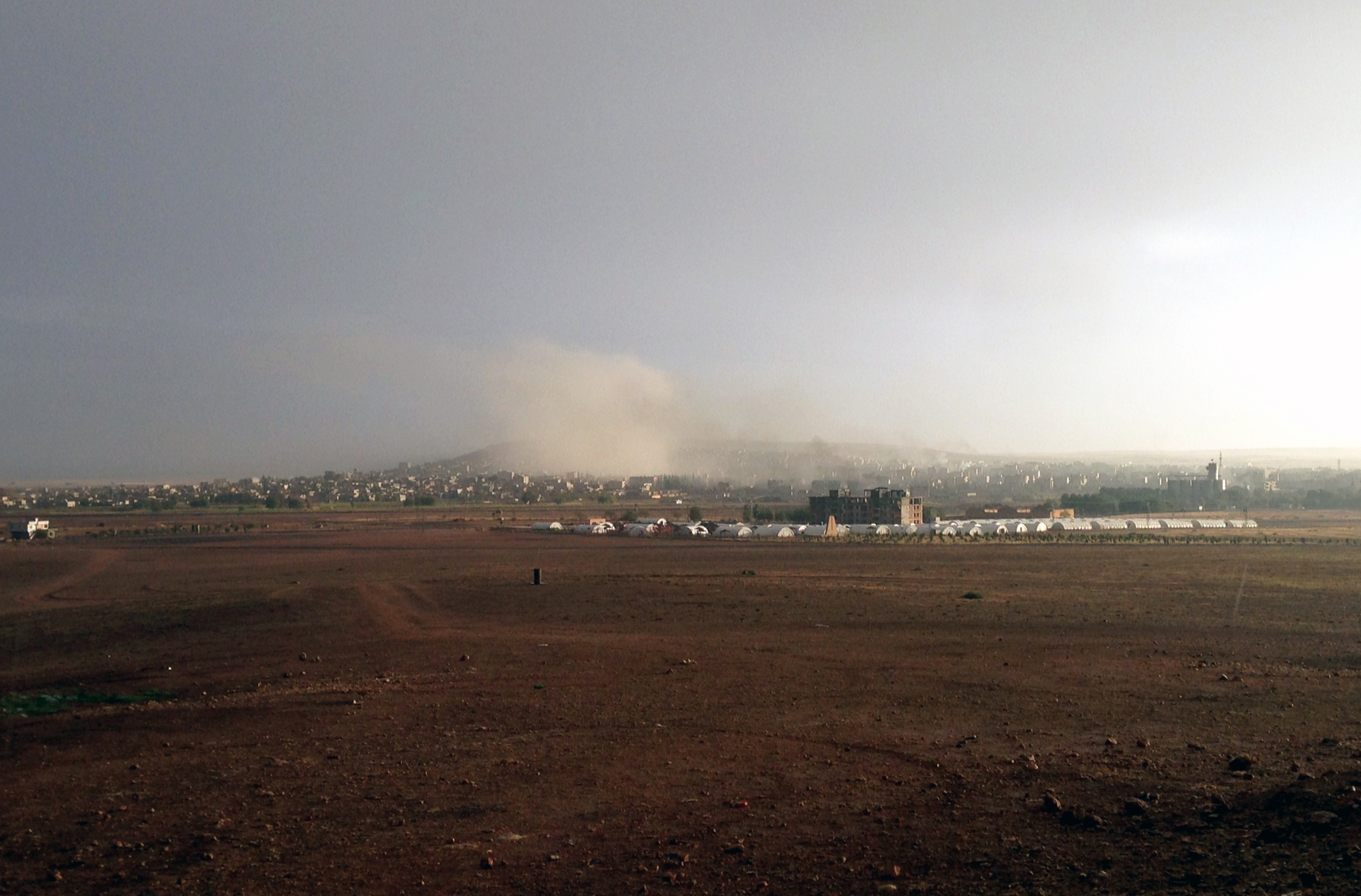
Uitzicht op Kobani tijdens Amerikaanse bombardementen op IS, oktober 2014